# Pléiade (pyrénéisme)
Pour les articles homonymes, voir Pléiade.
La Pléiade est le nom donné par Henri Beraldi au groupe des sept pyrénéistes qui parachevèrent la conquête des sommets pyrénéens de 1860 à 1902 : Henry Russell, Alphonse Lequeutre, Paul Édouard Wallon, Franz Schrader, Maurice Gourdon, Aymar de Saint-Saud, le capitaine Ferdinand Prudent,. Il y ajoute Émile Belloc, « savant, modeste, avenant, et dans le pyrénéisme faisant partie, lui aussi, de la Pléiade ».